# Nekrolog 4. Quartal 1914
Nekrolog
◄◄
| ◄
| 1910
| 1911
| 1912
| 1913
| 1914 | 1915 | 1916 | 1917 | 1918 | ► | ►►
1. Quartal |
2. Quartal |
3. Quartal |
4. Quartal 1914
Weitere Ereignisse | Allgemeiner Nekrolog 1914
Die Beschreibung der verstorbenen Person sollte so kurz wie möglich gehalten sein und nur deren signifikante Tätigkeit(en) enthalten.
Neue Namen ggf. auch unter dem Geburts- und Sterbedatum, also etwa unter 1. Januar und im Geburts- und Sterbejahr (2024) eintragen (nur bei entsprechender großer Wichtigkeit). Für Beispiele siehe die schon vorhandenen Artikel.
Außerdem über die fünf zuletzt Verstorbenen, zu denen es einen ausreichend guten Artikel für eine Präsentation auf der Hauptseite gibt, nach der todesbedingten Überarbeitung der Artikel ggf. auch unter Wikipedia Diskussion:Hauptseite informieren und sie am besten auch in den anderen Wikipedia-Sprachversionen eintragen. Tipp: Regelmäßig bei news.google.de nach „ist tot“, „gestorben“ oder „verstorben“ suchen.
Wenn eine Person gestorben ist, gibt es viele Seiten zu dieser Person in der Wikipedia, die davon auch betroffen sind und entsprechend aktualisiert werden müssen. Beispiele: Namenübersichtsseite, Geburtsjahr, Geburtsort-Seiten und viele mehr.
Wie finde ich die betroffenen Seiten?
Im Suchfeld auf der linken Seite gibt man den Suchbegriff so ein: „Vorname Nachname“. Dann klickt man auf Volltext und alle Seiten mit entsprechendem Suchtext werden aufgerufen. Hier sieht man dann schnell, wo auch das Todesjahr Sinn macht oder sogar ein Teil des Artikels angepasst werden muss. Auch hilft das „Werkzeug“ auf der linken Seite sehr gut, um solche Seiten aufzufinden: „Links auf diese Seite“. Somit ist die Wikipedia wieder aktuell in allen Bereichen! Hinweis: bei Eintragung der Kategorie „Gestorben JAHR“ wird der Missbrauchsfilter 49 ausgelöst, was jedoch nicht schlimm ist. Siehe: Spezial:Missbrauchsfilter/49
Dies ist eine Liste von im vierten Quartal 1914 verstorbenen bekannten Persönlichkeiten. Die Einträge erfolgen innerhalb der einzelnen Daten alphabetisch sortiert. Tiere sind im Nekrolog für Tiere zu finden.

## Oktober
| Tag         | Name                                    | Beruf, bekannt als                                                                                          | Alter | Beleg |
| ----------- | --------------------------------------- | --- | ----- | ----- |
| 1. Oktober  | Oskar von Arnstedt                      | deutscher Regierungsbeamter                                                                                 | 74    |       |
| 1. Oktober  | Max Bauer                               | deutscher Schriftsteller                                                                                    | 85    |       |
| 1. Oktober  | Anton Marty                             | Schweizer Priester, Philosoph und Hochschullehrer                                                           | 66    |       |
| 2. Oktober  | Alexei Wladimirowitsch Stantschinski    | russischer Komponist und Pianist                                                                            | 26    |       |
| 3. Oktober  | Joseph Déchelette                       | französischer Archäologe                                                                                    | 52    |       |
| 3. Oktober  | René Gâteaux                            | französischer Mathematiker                                                                                  | 25    |       |
| 3. Oktober  | Felix Meyer                             | Geiger | 67    |       |
| 4. Oktober  | Kurt von Hertzberg                      | deutscher Verwaltungsjurist, Landrat im Kreis Ohlau                                                         | 42    |       |
| 4. Oktober  | Erich von Pochhammer                    | deutscher Offizier, zuletzt Generalmajor                                                                    | 54    |       |
| 4. Oktober  | Johannes Werner                         | deutscher katholischer Geistlicher                                                                          | 50    |       |
| 4. Oktober  | Ludwig von Zu Rhein                     | deutscher Politiker (Zentrum), MdR                                                                          | 80    |       |
| 5. Oktober  | Franz Brandts                           | deutscher Industrieller (Mönchengladbach)                                                                   | 79    |       |
| 5. Oktober  | Alfred Breusing                         | deutscher Marineoffizier, zuletzt Admiral der Kaiserlichen Marine                                           | 61    |       |
| 5. Oktober  | Paul Büchtemann                         | deutscher Jurist, Oberbürgermeister und Politiker (FVp), MdR                                                | 63    |       |
| 5. Oktober  | William Robert Galbraith                | britischer Bauingenieur und Eisenbahningenieur                                                              | 85    |       |
| 5. Oktober  | Friedrich Peltz                         | deutscher Architekt und preußischer Baubeamter                                                              | 70    |       |
| 5. Oktober  | Ludwig Sauerhöfer                       | deutscher Ringer                                                                                            | 31    |       |
| 5. Oktober  | Albert Solomon                          | australischer Politiker                                                                                     | 38    |       |
| 6. Oktober  | Heinrich Schneegans                     | deutscher Romanist                                                                                          | 51    |       |
| 7. Oktober  | Karl von Freyburg                       | deutscher Offizier und Freund Marsden Hartleys                                                              | 25    |       |
| 7. Oktober  | Gabriel Montoya                         | französischer Chansonnier                                                                                   | 45    |       |
| 7. Oktober  | Eberhard Mayerhoffer von Vedropolje     | österreichischer Offizier und Militärschriftsteller                                                         | 43    |       |
| 7. Oktober  | Emil Ritter                             | deutscher Gutsbesitzer und Politiker, MdR                                                                   | 56    |       |
| 8. Oktober  | Josep Berga i Boix                      | spanischer Maler und Schriftsteller                                                                         | 76    |       |
| 8. Oktober  | Adelaide Crapsey                        | US-amerikanische Dichterin                                                                                  | 36    |       |
| 8. Oktober  | Charles Dorr                            | US-amerikanischer Politiker                                                                                 | 62    |       |
| 8. Oktober  | Paul Höfer                              | deutscher Archäologe, Pädagoge und Historiker                                                               | 69    |       |
| 8. Oktober  | Richard M. Meyer                        | deutscher Germanist                                                                                         | 54    |       |
| 9. Oktober  | Hans Erlwein                            | deutscher Architekt und kommunaler Baubeamter                                                               | 42    |       |
| 9. Oktober  | Georges de la Nézière                   | französischer Leichtathlet                                                                                  | 36    |       |
| 9. Oktober  | Emil Graf von Schlitz genannt von Görtz | deutscher Bildhauer, Vertrauter Kaiser Wilhelms II.                                                         | 63    |       |
| 10. Oktober | Johan Jacob Ahrenberg                   | schwedischer Architekt und Schriftsteller                                                                   | 67    |       |
| 10. Oktober | Domenico Ferrata                        | italienischer Geistlicher, Kardinalstaatssekretär                                                           | 67    |       |
| 10. Oktober | Karl I.                                 | Fürst und König von Rumänien                                                                                | 75    |       |
| 10. Oktober | Johann Schwarzer                        | österreichischer Filmpionier                                                                                | 34    |       |
| 10. Oktober | Gijsbert van Tienhoven                  | niederländischer Rechtswissenschaftler und Politiker (Ministerpräsident 1891–1894)                          | 73    |       |
| 11. Oktober | Camille Desmarcheliers                  | französischer Turner                                                                                        | 30    |       |
| 11. Oktober | Julius Goldiner                         | deutscher Verleger von Ansichtskarten                                                                       | 62    |       |
| 11. Oktober | Felix Lewald                            | deutscher Verwaltungsjurist                                                                                 | 58    |       |
| 11. Oktober | Josef Lieck                             | deutscher Maler                                                                                             | 65    |       |
| 11. Oktober | Antonino Paternò-Castello               | italienischer Politiker                                                                                     | 61    |       |
| 12. Oktober | Poindexter Dunn                         | US-amerikanischer Politiker                                                                                 | 79    |       |
| 12. Oktober | Margaret E. Knight                      | US-amerikanische Erfinderin                                                                                 | 76    |       |
| 12. Oktober | Ernst Remelé                            | deutscher Reichsgerichtsrat                                                                                 | 72    |       |
| 12. Oktober | Oleg Konstantinowitsch Romanow          | russischer Prinz und Mitglied des Hauses Romanow-Holstein-Gottorp                                           | 21    |       |
| 12. Oktober | Georg von Stosch                        | deutscher Verwaltungsbeamter                                                                                | 48    |       |
| 13. Oktober | Paulin Gschwind                         | Schweizer katholischer und späterer christkatholischer Geistlicher                                          | 80    |       |
| 13. Oktober | Kurt von Reventlou                      | preußischer Verwaltungsbeamter und schleswig-holsteinischer Politiker                                       | 79    |       |
| 13. Oktober | Walter Withers                          | australischer Künstler                                                                                      | 59    |       |
| 14. Oktober | Hubert Hamilton                         | britischer Generalmajor                                                                                     | 53    |       |
| 14. Oktober | Robert Hermann Pfauter                  | deutscher Maschinenerfinder und -fabrikant                                                                  | 60    |       |
| 14. Oktober | Wolfgang Schwartz                       | deutscher Offizier und Resident in Adamaua                                                                  |       |       |
| 15. Oktober | Lionel Hunter Escombe                   | britischer Tennisspieler                                                                                    |       |       |
| 15. Oktober | Gustav Josephthal                       | deutscher Rechtsanwalt                                                                                      | 83    |       |
| 15. Oktober | José Evaristo Uriburu                   | argentinischer Anwalt und Politiker, Staatspräsident                                                        | 82    |       |
| 15. Oktober | Tycho von Wilamowitz-Moellendorff       | deutscher Altphilologe                                                                                      | 28    |       |
| 16. Oktober | Jaromír Čelakovský                      | tschechischer Archivar, Rechtshistoriker und Politiker                                                      | 68    |       |
| 16. Oktober | Oskar Wunderlich                        | preußischer Generalleutnant                                                                                 | 68    |       |
| 17. Oktober | Theodor Lipps                           | deutscher Philosoph und Psychologe                                                                          | 63    |       |
| 17. Oktober | Erwin Löw von und zu Steinfurth         | deutscher und Politiker, hessischer Kammerherr, Landrat, MdR                                                | 72    |       |
| 17. Oktober | Adolfo Saldías                          | argentinischer Politiker                                                                                    | 64    |       |
| 17. Oktober | Georg Thiele                            | deutscher Marineoffizier                                                                                    | 34    |       |
| 18. Oktober | Alois Poltnigg                          | Stadtbaumeister in Villach und Politiker                                                                    | 43    |       |
| 18. Oktober | Adolf Sellschopp                        | deutscher Theologe und Pädagoge                                                                             | 49    |       |
| 19. Oktober | Robert Hugh Benson                      | englischer Priester und Schriftsteller                                                                      | 42    |       |
| 19. Oktober | Ernst Däweritz                          | deutscher konservativer Politiker, MdL (Königreich Sachsen)                                                 | 74    |       |
| 19. Oktober | Louis de Fourcaud                       | französischer Journalist, Kunstkritiker und Schriftsteller                                                  | 62    |       |
| 19. Oktober | Peter M. Friesen                        | mennonitischer Prediger, Lehrer, Historiker und Schriftsteller                                              | 65    |       |
| 19. Oktober | Bruno Langer                            | deutscher Pilot, Flugpionier und erster deutscher Weltrekordhalter im Dauerfliegen                          | 21    |       |
| 19. Oktober | Ottomar Oertel                          | deutscher Kommunalpolitiker, Oberbürgermeister von Liegnitz                                                 | 74    |       |
| 19. Oktober | Julio Argentino Roca                    | Präsident von Argentinien (1880–1886 und 1898–1904)                                                         | 71    |       |
| 20. Oktober | Josef Flossmann                         | deutscher Bildhauer                                                                                         | 52    |       |
| 20. Oktober | Ismael Gentz                            | deutscher Maler                                                                                             | 52    |       |
| 20. Oktober | Rudolf Herzer                           | deutscher Komponist                                                                                         | 35    |       |
| 21. Oktober | Livingstone W. Bethel                   | US-amerikanischer Politiker                                                                                 | 68    |       |
| 21. Oktober | Adam Massinger                          | deutscher Astronom                                                                                          | 26    |       |
| 21. Oktober | Árpád Pédery                            | ungarischer Turner                                                                                          | 24    |       |
| 21. Oktober | Alexander Simplot                       | US-amerikanischer Maler und Zeichner                                                                        | 77    |       |
| 21. Oktober | Dimitrie Alexandru Sturdza              | rumänischer Ministerpräsident                                                                               | 81    |       |
| 21. Oktober | Franz Wathén                            | finnischer Eisschnellläufer                                                                                 | 36    |       |
| 21. Oktober | Robert von Zedlitz-Trützschler          | preußischer Beamter und Minister                                                                            | 76    |       |
| 22. Oktober | Pacifico Celso Carletti                 | 59. Generalminister der Kapuziner und Bischof von Albenga                                                   | 55    |       |
| 22. Oktober | Konishiki Yasokichi                     | japanischer Sumōringer und 17. Yokozuna                                                                     | 48    |       |
| 22. Oktober | Emile Reymond                           | französischer Mediziner, Senator und Flugpionier                                                            | 49    |       |
| 22. Oktober | Walther Tomuschat                       | deutscher Gymnasiallehrer und Schulbuchautor in Ostpreußen                                                  | 48    |       |
| 23. Oktober | Alexander Mörk von Mörkenstein          | österreichischer Maler, Literat und Höhlenforscher                                                          | 26    |       |
| 23. Oktober | Georg Anton Rasmussen                   | norwegischer Landschaftsmaler                                                                               | 72    |       |
| 23. Oktober | Siegfried Sudhaus                       | deutscher Altphilologe und Hochschullehrer; Rektor der Universität Kiel                                     | 51    |       |
| 23. Oktober | Adolph von Wenckstern                   | deutscher Nationalökonom                                                                                    | 52    |       |
| 24. Oktober | Jakob Barth                             | deutsch-jüdischer Orientalist                                                                               | 63    |       |
| 24. Oktober | Georg Büttner                           | deutscher Architekt                                                                                         | 56    |       |
| 24. Oktober | Hans Ruzek                              | deutscher Fußballspieler                                                                                    | 34    |       |
| 24. Oktober | Dimitri von Vietinghoff                 | mecklenburgischer Offizier und Hofbeamter                                                                   | 78    |       |
| 24. Oktober | Gustav Wied                             | dänischer Schriftsteller                                                                                    | 56    |       |
| 24. Oktober | Béla Zulawszky                          | ungarischer Fechter                                                                                         | 45    |       |
| 25. Oktober | Hubert Hubert                           | französischer Turner                                                                                        | 32    |       |
| 25. Oktober | Alexander von Kielmansegg               | deutscher Marineoffizer                                                                                     | 81    |       |
| 25. Oktober | Karl von Venningen-Ullner von Diepurg   | Großgrundbesitzer, Sportfunktionär und preußischer Kavallerieoffizier                                       | 48    |       |
| 26. Oktober | Joseph Maria Bünter                     | Schweizer Politiker                                                                                         | 80    |       |
| 26. Oktober | Kurt Kärnbach                           | deutscher Veterinär und Hochschullehrer                                                                     | 37    |       |
| 26. Oktober | L. T. Meade                             | irische Schriftstellerin                                                                                    | 70    |       |
| 27. Oktober | Wilhelm Kämpfer                         | deutscher Fußballspieler und -funktionär                                                                    |       |       |
| 28. Oktober | Adelgunde Auguste von Bayern            | Prinzessin von Bayern                                                                                       | 91    |       |
| 28. Oktober | Richard Heuberger der Ältere            | österreichischer Komponist                                                                                  | 64    |       |
| 28. Oktober | Ernst Gudenus                           | österreichischer Politiker                                                                                  | 81    |       |
| 28. Oktober | Johannes Ludwig Janson                  | deutscher Veterinärmediziner                                                                                | 65    |       |
| 28. Oktober | Walter Stelzer                          | deutscher Radrennfahrer                                                                                     | 18    |       |
| 29. Oktober | Edmund Batthyány-Strattmann             | Segelsportler aus der ungarischen Adelsfamilie Batthyány, sechster Fürst von Batthyány-Strattmann           | 87    |       |
| 29. Oktober | Felix Bracquemond                       | französischer Maler                                                                                         | 81    |       |
| 29. Oktober | Giovanni Guccia                         | italienischer Mathematiker                                                                                  | 59    |       |
| 29. Oktober | Pejo Jaworow                            | bulgarischer Dichter und Revolutionskämpfer                                                                 | 36    |       |
| 29. Oktober | Hans von Trebra-Lindenau                | deutscher Jurist und konservativer Politiker, MdL (Königreich Sachsen)                                      | 71    |       |
| 29. Oktober | Julius von Zech auf Neuhofen            | deutscher Offizier, Kolonialbeamter, Gouverneur                                                             | 46    |       |
| 30. Oktober | Ernst Grimsehl                          | deutscher Pädagoge und Physiker                                                                             | 53    |       |
| 30. Oktober | Richard Kabisch                         | evangelischer Theologe; Pädagoge; Schriftsteller                                                            | 46    |       |
| 30. Oktober | Louis Leinenweber                       | deutscher Lederfabrikant und Politiker (NLP), MdR                                                           | 64    |       |
| 30. Oktober | Ernst Stadler                           | elsässischer Lyriker                                                                                        | 31    |       |
| 30. Oktober | Rudolf Weyr                             | österreichischer Bildhauer                                                                                  | 67    |       |
| 31. Oktober | Adolf Bachmann                          | böhmischer Historiker, Hochschullehrer und Politiker                                                        | 65    |       |
| 31. Oktober | Hermann Knöllinger                      | deutscher Klassischer Philologe                                                                             | 31    |       |
| 31. Oktober | Julius List                             | bayerischer Offizier, zuletzt Oberst und Kommandeur des Reserve-Infanterie-Regiments 16 im Ersten Weltkrieg | 49    |       |
| 31. Oktober | Felix Metzmacher                        | Bürgermeister von Richrath-Reusrath, heute Stadt Langenfeld (Rheinland)                                     | 37    |       |
| 31. Oktober | Wilhelm Schrader                        | Zollbeamter und Hohenloher Heimatdichter                                                                    | 67    |       |
|             | Gustav Berkhan                          | deutscher Mathematiker                                                                                      | 32    |       |
|             | Josef Heckenbach                        | deutscher Klassischer Philologe                                                                             | 27    |       |
|             | Fritz Ludwig Kohlrausch                 | deutscher Radiologe und Hochschullehrer                                                                     | 35    |       |
|             | Heinrich Voit                           | deutscher Orgelbauer                                                                                        | 80    |       |

## November
| Tag          | Name                               | Beruf, bekannt als                                                                                               | Alter | Beleg |
| ------------ | ---------------------------------- | --- | ----- | ----- |
| 1. November  | Adna Chaffee                       | US-amerikanischer Offizier                                                                                       | 72    |       |
| 1. November  | Christopher Cradock                | britischer Konteradmiral                                                                                         | 52    |       |
| 1. November  | Theodor Harster                    | deutscher Jurist                                                                                                 |       |       |
| 1. November  | Karl Ortmann                       | deutscher Politiker, Oberbürgermeister von Koblenz (1900–1914)                                                   | 55    |       |
| 2. November  | Friedrich Benary                   | deutscher Historiker                                                                                             | 30    |       |
| 2. November  | Heinrich Burkhardt                 | deutscher Mathematiker                                                                                           | 53    |       |
| 2. November  | Karl Mezger                        | deutscher Eisenbahningenieur und Kolonialbeamter                                                                 | 38    |       |
| 2. November  | Karl Schleicher                    | deutscher Verwaltungsjurist und Bürgermeister                                                                    | 39    |       |
| 3. November  | Arthur Cohen                       | englischer Rechtsanwalt und Politiker (Liberal Party)                                                            | 83    |       |
| 3. November  | Georg Friedrich Preuß              | deutscher Historiker und Hochschullehrer in München und Breslau                                                  | 47    |       |
| 3. November  | Georg Trakl                        | österreichischer Dichter                                                                                         | 27    |       |
| 4. November  | Ernst Heidrich                     | deutscher Kunsthistoriker                                                                                        | 34    |       |
| 4. November  | Fritz Augustus Heinze              | US-amerikanischer Industrieller (Kupferbergbau)                                                                  | 44    |       |
| 4. November  | John Kean                          | US-amerikanischer Politiker                                                                                      | 61    |       |
| 4. November  | Erich Köhler                       | deutscher Marineoffizier, Ehrenbürger der Stadt Karlsruhe                                                        | 41    |       |
| 4. November  | Tom von Prince                     | Kolonialoffizier in Deutsch-Ostafrika                                                                            | 48    |       |
| 4. November  | Paul Prüssing                      | deutscher Chemiker und Zementfabrikant                                                                           | 53    |       |
| 4. November  | Moritz Roth                        | Schweizer Pathologe                                                                                              | 74    |       |
| 5. November  | Philipp Brand                      | deutscher und Politiker (NLP), MdR                                                                               | 80    |       |
| 5. November  | Emil Luckhardt                     | deutscher Übersetzer des Liedes „Die Internationale“ (Hymne der Sowjetunion 1922–1944)                           |       |       |
| 5. November  | August Weismann                    | deutscher Biologe und Evolutionstheoretiker                                                                      | 80    |       |
| 6. November  | Karl Körner                        | deutscher Hofbesitzer, Beamter und Politiker (DFP), MdR                                                          | 82    |       |
| 6. November  | Carl Hans Lody                     | deutscher Spion                                                                                                  | 37    |       |
| 6. November  | Hermann Wilhelm Strebel            | deutscher Kaufmann, Malakologe und Ethnologe                                                                     | 80    |       |
| 7. November  | Gerard Anderson                    | britischer Mittelstreckenläufer                                                                                  | 25    |       |
| 7. November  | Heinrich Vieter                    | deutscher Ordensgeistlicher, Bischof in Kamerun                                                                  | 61    |       |
| 7. November  | Rudolf Weil                        | deutscher Bibliothekar und Numismatiker                                                                          | 66    |       |
| 8. November  | Alessandro D’Ancona                | italienischer Literaturwissenschaftler und Politiker                                                             | 79    |       |
| 8. November  | Franz Bollert                      | deutscher Verwaltungsbeamter und Parlamentarier                                                                  | 78    |       |
| 8. November  | Hendrik van der Geld               | niederländischer Bildhauer                                                                                       | 75    |       |
| 8. November  | Richard Gruelle                    | US-amerikanischer Maler, Illustrator und Autor                                                                   | 63    |       |
| 8. November  | Wilhelm Metzger                    | deutscher Politiker (SPD), MdR                                                                                   | 66    |       |
| 9. November  | Philipp Bickel                     | deutscher Publizist, Schriftsteller, Baptistischer Theologe                                                      | 85    |       |
| 9. November  | Arturo Colautti                    | italienischer Schriftsteller, Journalist, Dichter und Librettist                                                 | 63    |       |
| 9. November  | Jean-Baptiste Faure                | französischer Bariton                                                                                            | 84    |       |
| 9. November  | Frank Henry                        | französischer Radrennfahrer                                                                                      | 22    |       |
| 9. November  | Karl von Oertzen                   | deutscher Verwaltungsjurist im preußischen Staatsdienst                                                          | 70    |       |
| 9. November  | Therese von Sachsen-Altenburg      | Herzogin von Dalekarlien                                                                                         | 77    |       |
| 10. November | Nils Christofer Dunér              | schwedischer Astronom                                                                                            | 75    |       |
| 10. November | Samuel Thomas Hauser               | US-amerikanischer Politiker                                                                                      | 81    |       |
| 10. November | Hans Hermann                       | deutscher Architekt                                                                                              | 37    |       |
| 10. November | Heinrich Irmler                    | österreichischer Möbeltischler                                                                                   | 75    |       |
| 10. November | Max L. Strack                      | deutscher Althistoriker und Numismatiker                                                                         | 47    |       |
| 11. November | Hiram Pitt Bennet                  | US-amerikanischer Politiker                                                                                      | 88    |       |
| 11. November | Peter von Blanckensee              | preußischer Generalmajor                                                                                         | 56    |       |
| 11. November | Ronald Brebner                     | englischer Fußballtorhüter                                                                                       | 33    |       |
| 11. November | Amedeo Crivellucci                 | italienischer Historiker und Philologe                                                                           | 64    |       |
| 11. November | Alfred Grund                       | österreichischer Geograph und Geologe                                                                            | 39    |       |
| 11. November | Peter Marschall von Bieberstein    | deutscher Jurist und Landrat                                                                                     | 41    |       |
| 11. November | Georg Matthies                     | deutscher Klassischer Archäologe                                                                                 | 26    |       |
| 11. November | Josua Roedenbeck                   | deutscher Verwaltungsjurist, Landrat des Kreises Achim                                                           | 42    |       |
| 11. November | Philipp Schmieder                  | deutscher Jurist und Politiker (DFP, FVp), MdR                                                                   | 84    |       |
| 12. November | Augusto dos Anjos                  | brasilianischer Dichter                                                                                          | 30    |       |
| 12. November | Alfred von Briesen                 | preußischer Offizier, zuletzt General der Infanterie im Ersten Weltkrieg                                         | 65    |       |
| 12. November | Joachim von Heydebreck             | Kommandeur | 53    |       |
| 12. November | Mordecai Cubitt Cooke              | britischer Botaniker und Mykologe                                                                                | 89    |       |
| 12. November | Louis Sabin                        | deutscher Unternehmer und Politiker, MdR                                                                         | 63    |       |
| 12. November | Sylvester Stieber                  | deutscher Offizier und erster Resident der Deutschen Tschadseeländer                                             | 47    |       |
| 12. November | Erich Willrich                     | deutscher Kunsthistoriker und Sachbuchautor                                                                      | 39    |       |
| 13. November | Johann Reinhard Bünker             | österreichischer Lehrer und Volkskundler                                                                         | 51    |       |
| 13. November | Franciszek Ludwik Neugebauer       | polnisch-russischer Gynäkologe                                                                                   | 58    |       |
| 14. November | Joseph Decroze                     | französischer Kunstturner                                                                                        | 34    |       |
| 14. November | Marie Karchow-Lindner              | deutsche Schauspielerin, Journalistin und Mäzenin                                                                | 72    |       |
| 14. November | Frederick Roberts, 1. Earl Roberts | britischer Generalfeldmarschall und Heerführer des Viktorianischen Zeitalters                                    | 82    |       |
| 14. November | Stellan Rye                        | dänischer Drehbuchautor und Filmregisseur                                                                        | 34    |       |
| 14. November | Eduard Windthorst                  | deutscher Jurist und Politiker (DFP), MdR                                                                        | 80    |       |
| 15. November | Rudolf Emmerich                    | deutscher Hygieniker und Hochschullehrer                                                                         | 62    |       |
| 15. November | Rudolf Louis                       | deutscher Musiker, Musikschriftsteller und Musikkritiker                                                         | 44    |       |
| 15. November | Julius Magg                        | österreichischer Politiker                                                                                       | 77    |       |
| 15. November | George Alexander Morrow            | irischer Cricket- und Badmintonspieler                                                                           | 37    |       |
| 15. November | Leonhard Tietz                     | deutsch-jüdischer Kaufmann und Warenhaus-Unternehmer                                                             | 65    |       |
| 15. November | Hans von Winterfeld                | preußischer General der Infanterie, Gouverneur der Festung Metz                                                  | 57    |       |
| 16. November | Sattar Khan                        | iranisch-aserbaidschanischer Volksheld                                                                           |       |       |
| 16. November | Theodor von Liebenau               | Schweizer Archivar, Schriftsteller und Geschichtsforscher                                                        | 73    |       |
| 16. November | Hans Wegehaupt                     | deutscher Klassischer Philologe und Gymnasiallehrer                                                              | 42    |       |
| 17. November | Friedrich von Lasaulx              | deutscher Kaufmann und Abgeordneter des Provinziallandtages der Provinz Hessen-Nassau                            | 44    |       |
| 17. November | Hermann Emil Pohle                 | deutscher Maler                                                                                                  | 50    |       |
| 18. November | Johann Georg Boxheimer             | Landtagsabgeordneter Großherzogtum Hessen                                                                        | 37    |       |
| 18. November | Friedrich Kittel                   | deutscher Verwaltungsjurist und Drost                                                                            | 81    |       |
| 18. November | Siegfried Roedenbeck               | deutscher Jurist                                                                                                 | 63    |       |
| 19. November | Carl Braband                       | deutscher Politiker, MdHB, MdR                                                                                   | 44    |       |
| 19. November | Peter Percival Elder               | US-amerikanischer Politiker                                                                                      | 91    |       |
| 19. November | Ludwig von Reinhard                | bayerischer Generalleutnant                                                                                      | 78    |       |
| 19. November | Wilhelm Wenzel                     | Hörder Original und Stadtpoet                                                                                    |       |       |
| 20. November | Viktorin Berger                    | salzburgischer römisch-katholischer Geistlicher und Kirchenmusiker                                               | 59    |       |
| 20. November | Karl Böhm-Hennes                   | deutscher Skisportler                                                                                            | 23    |       |
| 20. November | Vinnie Ream                        | US-amerikanische Bildhauerin                                                                                     | 67    |       |
| 20. November | Gustav Rothbarth                   | deutscher Landwirt und Politiker (NLP), MdR                                                                      | 72    |       |
| 20. November | Isaac Burney Yeo                   | englischer Mediziner                                                                                             | 79    |       |
| 21. November | Thaddeus C. Pound                  | US-amerikanischer Politiker                                                                                      | 80    |       |
| 21. November | Adolf Riedel                       | deutscher Paläontologe                                                                                           | 24    |       |
| 21. November | Peter Alfred Schou                 | dänischer Maler                                                                                                  | 70    |       |
| 21. November | Georg Wickop                       | deutscher Architekt und Hochschullehrer                                                                          | 53    |       |
| 22. November | Valerio Laspro                     | italienischer Bischof                                                                                            | 87    |       |
| 22. November | Wilhelm Müller-Erzbach             | deutscher Naturwissenschaftler und Pädagoge                                                                      | 75    |       |
| 22. November | Valerio Laspro                     | italienischer Bischof                                                                                            | 87    |       |
| 23. November | Alfred Liedtke                     | deutscher Maler, Aquarellist und Lithograf                                                                       | 37    |       |
| 23. November | Ernst Meyer                        | preußischer Forstbeamter                                                                                         | 45    |       |
| 23. November | Carl Schnabel                      | deutscher Metallurg                                                                                              | 71    |       |
| 24. November | Alexander Baltazzi                 | österreichisch-griechischer Pferdesportler                                                                       |       |       |
| 24. November | Aristide Cavallari                 | italienischer Geistlicher, Patriarch von Venedig und Kardinal der römisch-katholischen Kirche                    | 65    |       |
| 24. November | Léon Vaillant                      | französischer Mediziner und Zoologe                                                                              | 80    |       |
| 25. November | Marie Giese                        | deutsche Schriftstellerin                                                                                        |       |       |
| 25. November | Davorin Jenko                      | Komponist und Dirigent                                                                                           | 79    |       |
| 25. November | Hermann von Reichlin-Meldegg       | deutscher Politiker (Zentrum), MdR                                                                               | 82    |       |
| 25. November | Jan Stobbaerts                     | belgischer Maler und Graveur                                                                                     | 75    |       |
| 26. November | Osee M. Hall                       | US-amerikanischer Politiker                                                                                      | 67    |       |
| 26. November | Alfred Walter Heymel               | deutscher Schriftsteller und Verleger                                                                            | 36    |       |
| 26. November | Eduard Kremser                     | österreichischer Arrangeur, Komponist und Dirigent                                                               | 76    |       |
| 26. November | Frans Van Leemputten               | belgischer Maler                                                                                                 | 63    |       |
| 27. November | F. A. Bernhard Große               | deutscher Baumeister und Bauunternehmer, Ortsrichter von Kötzschenbroda                                          | 58    |       |
| 27. November | Gustav Holzmüller                  | deutscher Mathematiker                                                                                           | 70    |       |
| 27. November | William Henry McGarvey             | kanadischer Ölpionier                                                                                            | 71    |       |
| 27. November | August von Seebeck                 | preußischer General der Infanterie, Regimentschef des Infanterie-Regiments „Graf Bose“ (1. Thüringisches) Nr. 31 | 80    |       |
| 27. November | Otto Wilhelm Theodor Werner        | deutscher Politiker und Oberbürgermeister                                                                        | 67    |       |
| 28. November | Karl Georg Becker                  | deutscher Jurist und Politiker, MdR                                                                              | 56    |       |
| 28. November | Karl Georg Bockenheimer            | großherzoglich hessischer Landgerichtsdirektor, Landtagsabgeordneter                                             | 78    |       |
| 28. November | Johann Wilhelm Hittorf             | deutscher Physiker und Chemiker                                                                                  | 90    |       |
| 28. November | Emilio Visconti-Venosta            | italienischer Politiker                                                                                          | 85    |       |
| 29. November | Anton Dieffenbach                  | deutscher Maler                                                                                                  | 83    |       |
| 29. November | Georg Haas von Hasenfels           | Industrieller | 72    |       |
| 30. November | Arnold Lang                        | Schweizer Zoologe                                                                                                | 59    |       |
| 30. November | Anselmo Lorenzo                    | spanischer Anarchist und Gewerkschafter                                                                          | 73    |       |

## Dezember
| Tag          | Name                                 | Beruf, bekannt als                                                                                | Alter | Beleg |
| ------------ | ------------------------------------ | ------------------------------------------------------------------------------------------------- | ----- | ----- |
| 1. Dezember  | Milton J. Daniels                    | US-amerikanischer Politiker                                                                       | 76    |       |
| 1. Dezember  | François-Virgile Dubillard           | französischer Erzbischof und Kardinal                                                             | 69    |       |
| 1. Dezember  | Erik Lindh                           | finnischer Segler                                                                                 | 49    |       |
| 1. Dezember  | Alfred Thayer Mahan                  | US-amerikanischer Marineoffizier, -schriftsteller und -stratege                                   | 74    |       |
| 2. Dezember  | Alfred Hagelstange                   | deutscher Kunsthistoriker                                                                         | 40    |       |
| 2. Dezember  | Friedrich Willy Hinrichsen           | deutscher Chemiker                                                                                | 37    |       |
| 2. Dezember  | Wladimir Iwanowitsch Lamanski        | russischer Staatsmann und Diplomat                                                                | 81    |       |
| 2. Dezember  | Leopold Pfaff                        | österreichischer Zivilrechtler                                                                    | 77    |       |
| 2. Dezember  | Gustav Archibald von Zedlitz-Leipe   | preußischer Gutsbesitzer und Politiker                                                            | 90    |       |
| 3. Dezember  | Heinrich Mooshake                    | deutscher Kaufmann                                                                                | 77    |       |
| 4. Dezember  | Nestor Aloisijewitsch Buinizki       | russischer Militäringenieur und Generalleutnant                                                   |       |       |
| 4. Dezember  | Charles Malo                         | französischer Orchesterleiter und Komponist                                                       | 79    |       |
| 4. Dezember  | Edwin Albert Merritt                 | US-amerikanischer Jurist und Politiker                                                            | 54    |       |
| 4. Dezember  | Julius Weeren                        | deutscher Metallurge und Hochschullehrer                                                          | 82    |       |
| 5. Dezember  | Angelo Di Pietro                     | italienischer Kardinal und Präfekt der Kongregation für den Klerus                                | 86    |       |
| 5. Dezember  | Mary Fields                          | erste afroamerikanische weibliche Star-Route-Postkutschen-Zustellerin in den USA                  | 82    |       |
| 5. Dezember  | Georg Franzius                       | deutscher Wasserbauingenieur                                                                      | 72    |       |
| 5. Dezember  | William E. Haynes                    | US-amerikanischer Politiker                                                                       | 85    |       |
| 5. Dezember  | Frank Rice                           | US-amerikanischer Jurist und Politiker                                                            | 69    |       |
| 5. Dezember  | Hermann Stenner                      | deutscher Maler                                                                                   | 23    |       |
| 6. Dezember  | Maria Freudenreich                   | deutsche Restauratorin und Porträtmalerin                                                         |       |       |
| 6. Dezember  | Hartmann von An der Lan-Hochbrunn    | österreichischer Komponist, Organist und Dirigent                                                 | 50    |       |
| 6. Dezember  | Rudolf Maria von Rohrer              | österreichischer Verleger und Politiker                                                           | 76    |       |
| 7. Dezember  | Paul Eduard Hartmann                 | Landrat des Kreises Hagen (1899–1914)                                                             | 51    |       |
| 7. Dezember  | Hans von Hoffensthal                 | österreichischer Schriftsteller                                                                   | 37    |       |
| 8. Dezember  | Melchior Anderegg                    | Schweizer Bergführer                                                                              | 86    |       |
| 8. Dezember  | Mary Anna Draper                     | US-amerikanische Fotografin                                                                       | 75    |       |
| 8. Dezember  | Karl von Schönberg                   | deutscher Marineoffizier der Kaiserlichen Marine                                                  | 42    |       |
| 8. Dezember  | Maximilian von Spee                  | deutscher Admiral der Kaiserlichen Marine                                                         | 53    |       |
| 9. Dezember  | Mitchell Cary Alford                 | US-amerikanischer Politiker                                                                       | 59    |       |
| 9. Dezember  | John Arthur                          | australischer Politiker und Außenminister                                                         | 39    |       |
| 9. Dezember  | Karl Menadier                        | deutscher Numismatiker                                                                            | 25    |       |
| 9. Dezember  | Hermann Schaffer                     | Theologe, Schriftsteller                                                                          | 83    |       |
| 9. Dezember  | Ludwig Wilhelm Vopelius              | deutscher Alaun- und Glasfabrikant                                                                | 72    |       |
| 10. Dezember | Hermann Beckler                      | deutscher Arzt und Naturforscher                                                                  | 86    |       |
| 10. Dezember | Oskar Lichtenstein                   | Landtagsabgeordneter Großherzogtum Hessen                                                         | 62    |       |
| 10. Dezember | Sereno E. Payne                      | US-amerikanischer Jurist und Politiker                                                            | 71    |       |
| 10. Dezember | Robert Williams                      | US-amerikanischer Bogenschütze                                                                    | 73    |       |
| 11. Dezember | Johannes Dornseiffer                 | römisch-katholischer Priester und Gründer mehrerer Spar- und Darlehnskassen                       | 77    |       |
| 11. Dezember | Karl Exner                           | österreichischer Mathematiker und Physiker                                                        | 72    |       |
| 11. Dezember | Hugo Hurter                          | Schweizer Jesuit, Theologe und Autor                                                              | 82    |       |
| 12. Dezember | Karl Daiser                          | bayerischer katholischer Geistlicher und Mitglied der Bayerischen Abgeordnetenkammer              | 67    |       |
| 12. Dezember | Werner Heyberger                     | Architekt                                                                                         | 34    |       |
| 12. Dezember | Antoni Rigalt i Blanch               | katalanischer Zeichner und Glaskünstler                                                           | 64    |       |
| 12. Dezember | Josef Schuster                       | deutscher Lehrer und Politiker                                                                    | 65    |       |
| 13. Dezember | Carl Betz                            | deutscher Kaufmann und Politiker (DVP)                                                            | 62    |       |
| 13. Dezember | Walther Bronsart von Schellendorff   | preußischer Offizier, zuletzt General der Infanterie und Kriegsminister                           | 80    |       |
| 13. Dezember | Hans Everding                        | deutscher Bildhauer                                                                               | 38    |       |
| 13. Dezember | Wilhelm August Pape                  | deutscher Schuhfabrikant                                                                          | 84    |       |
| 14. November | Ewald Flügel                         | deutscher Anglist und Hochschullehrer                                                             | 51    |       |
| 14. Dezember | Giovanni Sgambati                    | italienischer Pianist, Dirigent und Komponist                                                     | 73    |       |
| 14. Dezember | Anton Weiguny                        | österreichischer Politiker; Abgeordneter zum Abgeordnetenhaus                                     | 63    |       |
| 15. Dezember | Coloman Belopotoczky                 | österreich-ungarischer Apostolischer Feldvikar, Titularbischof von Tricale                        | 69    |       |
| 15. Dezember | Bernard Blommers                     | niederländischer Maler und Lithograf                                                              | 69    |       |
| 15. Dezember | James A. Connolly                    | US-amerikanischer Politiker                                                                       | 71    |       |
| 15. Dezember | Max Hagedorn                         | deutscher Arzt und Entomologe                                                                     | 62    |       |
| 15. Dezember | Lina Mayr                            | österreichisch-deutsche Operettensängerin (Sopran) und Theaterschauspielerin                      | 66    |       |
| 15. Dezember | Martin Schanz                        | deutscher klassischer Philologe                                                                   | 72    |       |
| 15. Dezember | William Templeman                    | Politiker der Liberalen Partei Kanadas                                                            | 72    |       |
| 16. Dezember | Paul Felske                          | deutscher Liedtexter, Verfasser des Westpreußenliedes                                             | 76    |       |
| 16. Dezember | Emilie Krall                         | österreichische Schauspielerin und Sängerin                                                       | 83    |       |
| 16. Dezember | Leonhard Tauscher                    | deutscher Publizist und Politiker (SPD)                                                           | 74    |       |
| 16. Dezember | Emil Usteri                          | Schweizer Jesuit und Hochschullehrer in Indien                                                    | 75    |       |
| 16. Dezember | Ivan Zajc                            | kroatischer Komponist und Dirigent                                                                | 82    |       |
| 17. Dezember | Konstanze von Breuning               | österreichische Malerin                                                                           | 68    |       |
| 17. Dezember | William Henry Elton                  | anglikanischer Geistlicher                                                                        |       |       |
| 17. Dezember | Julius Preller                       | deutscher Landschaftsmaler, Ingenieur, Eisenwerksdirektor                                         | 79    |       |
| 17. Dezember | Otto Sackur                          | deutscher Physiker und Chemiker                                                                   | 34    |       |
| 18. Dezember | Ingram Bywater                       | britischer Altphilologe                                                                           | 74    |       |
| 18. Dezember | Lazarus IV. Henckel von Donnersmarck | deutscher Rittergutsbesitzer und Politiker (Zentrum), MdR                                         | 79    |       |
| 18. Dezember | Rose Livingston                      | US-amerikanische Stifterin und Kunstmäzenin                                                       | 54    |       |
| 18. Dezember | Cherubine Willimann                  | Generalsuperiorin der Dominikanerinnen in Koblenz                                                 | 72    |       |
| 19. Dezember | Robert Blumenbach                    | deutscher Maler und Artillerieoffizier der Hannoverschen Armee                                    | 92    |       |
| 19. Dezember | Edward Echols                        | US-amerikanischer Politiker                                                                       | 65    |       |
| 19. Dezember | Lothar von Frankl-Hochwart           | österreichischer Neurologe                                                                        | 52    |       |
| 19. Dezember | Arthur Roope Hunt                    | britischer Geologe                                                                                | 71    |       |
| 19. Dezember | Erich Massini                        | deutscher Fußballspieler                                                                          | 29    |       |
| 19. Dezember | Lee McClung                          | US-amerikanischer Footballspieler und Regierungsbeamter                                           | 44    |       |
| 19. Dezember | Georg Schider                        | österreichischer Politiker                                                                        | 74    |       |
| 19. Dezember | Johann Friedrich von Schulte         | deutscher Jurist, Professor für Zivil- und Kirchenrecht sowie Rechtsgeschichte und Politiker, MdR | 87    |       |
| 20. Dezember | Karl Marx                            | deutscher Metzgermeister und Kommunalpolitiker                                                    | 70    |       |
| 20. Dezember | Károly Rémi                          | ungarischer Wasserballspieler                                                                     | 24    |       |
| 20. Dezember | Hermann von Rittler                  | Generalintendant der ökonomischen Verwaltung der k.u.k. Streitkräfte                              | 66    |       |
| 21. Dezember | John Beatty                          | US-amerikanischer Offizier und Politiker                                                          | 86    |       |
| 22. Dezember | Rudolf Moroder                       | Südtiroler Bildhauer                                                                              | 37    |       |
| 22. Dezember | Karl Sell                            | deutscher evangelischer Theologe                                                                  | 69    |       |
| 22. Dezember | William S. West                      | US-amerikanischer Politiker                                                                       | 65    |       |
| 22. Dezember | Richard Yorke                        | britischer Hindernis- und Mittelstreckenläufer                                                    | 29    |       |
| 23. Dezember | Friedrich Ebert                      | deutscher Architekt und Bauunternehmer                                                            | 64    |       |
| 23. Dezember | Konstantin Ferdinand von Gatterburg  | österreichischer Adeliger, Politiker und Landtagsabgeordneter                                     | 54    |       |
| 23. Dezember | Wilhelm Kuhr                         | deutscher Verwaltungsjurist, Bürgermeister von Burg bei Magdeburg und Pankow                      | 49    |       |
| 23. Dezember | Joseph Sperlich                      | deutscher Jurist, Landgerichtspräsident und Politiker (Zentrum), MdR                              | 69    |       |
| 23. Dezember | Hugo Zuckermann                      | böhmisch-österreichischer Rechtsanwalt, Schriftsteller und Zionist                                | 33    |       |
| 24. Dezember | James T. Bates                       | US-amerikanischer Geschäftsmann                                                                   | 70    |       |
| 24. Dezember | Florence Canning                     | englisch-britische Suffragette                                                                    | 51    |       |
| 24. Dezember | Julius Meinl I.                      | österreichischer Unternehmer                                                                      | 90    |       |
| 24. Dezember | John Muir                            | schottisch-US-amerikanischer Universalgelehrter                                                   | 76    |       |
| 24. Dezember | Ludwig von Rockinger                 | deutscher Rechtshistoriker                                                                        | 89    |       |
| 25. Dezember | Wilhelm Altheim                      | deutscher Maler und Radierer                                                                      | 43    |       |
| 25. Dezember | Pierre-Firmin Capmartin              | französischer Geistlicher und römisch-katholischer Bischof von Oran                               | 59    |       |
| 25. Dezember | Gustav Coppel                        | deutscher Stahlwaren- und Waffenfabrikant                                                         | 84    |       |
| 25. Dezember | Jean Alfred Fournier                 | französischer Dermatologe                                                                         | 82    |       |
| 25. Dezember | Bernhard Stavenhagen                 | deutscher Komponist und Pianist                                                                   | 52    |       |
| 26. Dezember | Josef Brunhart                       | liechtensteinischer Architekt und Politiker                                                       | 60    |       |
| 26. Dezember | Eduard Schumann                      | deutscher Gymnasiallehrer und Naturforscher                                                       | 70    |       |
| 27. Dezember | Karl Silvan Bossard                  | Goldschmied des Historismus, Antiquar                                                             | 68    |       |
| 27. Dezember | Charles Martin Hall                  | amerikanischer Erfinder, Ingenieur und Unternehmer                                                | 51    |       |
| 27. Dezember | Ottó Herman                          | ungarischer Naturforscher                                                                         | 79    |       |
| 27. Dezember | Charles Joret                        | französischer Philologe und Literarhistoriker                                                     | 75    |       |
| 27. Dezember | Patrick William Riordan              | kanadischer Geistlicher, Erzbischof von San Francisco                                             | 73    |       |
| 28. Dezember | Hans von Arnim                       | Gutsbesitzer und preußischer Politiker                                                            | 73    |       |
| 28. Dezember | Ludwig Auer                          | deutscher Volksschullehrer, Schriftsteller, Verleger und Unternehmer                              | 75    |       |
| 28. Dezember | Heinrich Johannes Bleeker            | deutscher Kapitän                                                                                 | 64    |       |
| 28. Dezember | Carl Liebermann                      | deutscher Chemiker                                                                                | 72    |       |
| 29. Dezember | Wilhelm von Bandemer                 | Gutsbesitzer und preußischer Politiker                                                            | 53    |       |
| 29. Dezember | Alfredo D’Ambrosio                   | italienischer Komponist und Violinist                                                             | 43    |       |
| 29. Dezember | Anton Lang                           | deutscher Politiker in der bayerischen Abgeordnetenkammer (Zentrum)                               | 66    |       |
| 29. Dezember | Curt Alfons Haniel                   | deutscher Geologe und Paläontologe                                                                | 30    |       |
| 30. Dezember | Albert Helbing                       | evangelischer Theologe                                                                            | 77    |       |
| 30. Dezember | Duncan E. McKinlay                   | US-amerikanischer Politiker                                                                       | 52    |       |
| 30. Dezember | Carl Spude                           | deutscher Verwaltungsbeamter                                                                      | 62    |       |
| 31. Dezember | Leonhard Kleitner                    | deutscher Lehrer und Abgeordneter                                                                 | 63    |       |
| 31. Dezember | Jean Patou                           | belgischer Radrennfahrer                                                                          | 36    |       |
| 31. Dezember | Alfred Peltzer                       | deutscher Kunsthistoriker                                                                         | 39    |       |
| 31. Dezember | Johann Baptist von Waldstätten       | österreichischer Offizier und Lehrer und Militärschriftsteller                                    | 81    |       |
| 31. Dezember | Antoine Wattelier                    | französischer Radrennfahrer                                                                       | 34    |       |